# The Chair (2016)
The Chair ist ein US-amerikanischer Horrorfilm aus dem Jahr 2016 des Regisseurs Chad Ferrin. Er basiert auf der gleichnamigen Graphic Novel von Peter Simeti und Erin Kohut. Premiere war im Oktober 2016 am Northeast Wisconsin Horror Festival.

## Inhalt
Richard Sullivan wurde zu Unrecht verurteilt und wartet im Gefängnis auf seine Todesstrafe. Sullivan wird Zeuge, dass der Gefängnisdirektor und seine Mitarbeiter die Insassen auf sadistische und grausame Weise töten. Bald wollen die Wachen Sullivan ermorden, deswegen beschließt Sullivan aus dem Gefängnis zu flüchten, jedoch plagen Sullivan schlimme Erinnerungen aus seiner Kindheit, da er von seiner Mutter missbraucht wurde.

## Produktion und Veröffentlichung
Regie führte Chad Ferrin und das Drehbuch schrieb Erin Kohut. Die Produzenten waren Timothy Morse, Jes Pececita Joule und Craig Walendziak. Die Musik komponierte Douglas Edward und für die Kameraführung war Christian Janss verantwortlich. Die künstlerische Leitung lagen bei Devynne Lauchner und Kristen Wair. Für den Schnitt verantwortlich war Jahad Ferif.
Zuerst erschien The Chair am 18. Oktober 2016 auf Northeast Wisconsin Horror Festival und später wurde es am 31. Oktober 2017 direkt auf DVD veröffentlicht. In der Hauptrollen waren Bill Oberst Jr. als den Gefängnisdirektor, Roddy Piper war Murphy, Noah Hathaway spielte Alvarez und Zach Galligan war Riley. Der Film hatte eine Budget von 200.000 US-Dollar.

## Rezeption
„[...] Sowohl inhaltlich als auch handwerklich schwach, ist “the Chair” nichts weiter als ein uninspirierter, abgeschmackter, ununterhaltsamer Horror-Streifen, der mich durchweg angeödet sowie gelegentlich gar echt aufgeregt hat.“

- Auf der IMDb-Webseite erhielt der Film 4,5 von 10 Punkten.